# E592号線
E592号線 (E592ごうせん、英: European route E592) はロシアにあり、クラスノダール – ジュブガを結ぶ、欧州自動車道路のBクラス幹線道路。
- ロシア
  - E115号線 – クラスノダール
  - E97号線 – ジュブガ